# Mâconnais
Il Mâconnais, talvolta in italiano Matisconese, è una regione naturale francese della Borgogna-Franca Contea che si estende nella parte nord-orientale del Massiccio Centrale, nel dipartimento della Saona e Loira.
I suoi confini geografici si sovrappongono grosso modo a quelli dell'arrondissement di Mâcon. Le sue città principali sono Mâcon, Cluny (piccolo capoluogo del Clunisois) e Tournus (piccolo capoluogo del Tournugeois). Queste tre città circondano l'Alto Mâconnais, una microregione che riunisce i villaggi viticoli situati nei pressi di Lugny.
Il Mâconnais, rinomato per i suoi vini, ha come principale attività economica la viticoltura. Il suo vigneto, che si estende dal Tournugeois fino alle porte del Beaujolais passando per l'Alto Mâconnais (villaggi viticoli vicini a Lugny e al Mâconnais vero e proprio), è il più meridionale e il più vasto dei vigneti della Borgogna, con circa seimilacinquecento ettari di vigne.
Il dialetto del Mâconnais è un dialetto di transizione tra i dialetti d'oïl e del francoprovenzale, essendo la città di Tournus al limite tra i suoi due dialetti.

## Geografia fisica
Il Mâconnais è composto da diverse aree geografiche ben differenziate, generalmente orientate nord-sud. La prima è la Valle della Saona, una stretta fascia alluvionale caratterizzata da colture e prati dove passano importanti vie di comunicazione (la Route nationale 6, l'Autoroute A6, le linee ferroviarie TGV, la LGV Méditerranée e la Saona canalizzata) e dove si svolgono attività diversificate.
La seconda zona è quella dei pendii le cui pendici sostengono il famoso vigneto del Mâconnais, un'area caratterizzata da una successione di catene calcaree – i monti del Mâconnais – separate da valli longitudinali.
Verso ovest, i monti del Mâconnais guadagnano quota e un'arête in parte cristallina definisce i punti più alti della regione, raggiungendo 487 metri non lontano dalla Rocca di Aujoux (all'altezza di Tournus), 579 al monte San Romano, 758 al Signal de la Mère Boitier e 771 metri al monte San Ciro; questa zona è il dominio del bestiame e delle foreste.

### Habitat
Il Mâconnais, nella sua parte devota storicamente alla coltivazione della vite, è caratterizzato da una tipologia abitativa unica: la casa del viticoltore a galleria (in francese maison vigneronne à galerie), più semplicemente conosciuta come maison mâconnaise.
Questa abitazione è costituita da un'unica costruzione che si erge in alto e raggruppa tutte le attività sotto lo stesso tetto. Si eleva su tre livelli, sfruttando generalmente i dislivelli del terreno:
- cantine semiinterrate ma con apertura a sud (lato protetto dalla pioggia) sul cortile in modo da consentire un facile accesso per la lavorazione del vino;
- soggiorno e fienile e stalla al primo livello, con – elemento caratteristico – terrazzo protetto da tenda poggiante su pilastri in legno o pietra;
- terzo livello composto da sottotetto che copre l'intera abitazione e vi si accede tramite scala esterna.

## Storia
Nell'antichità, il Mâconnais era un pagus della città gallo-romana di Matisco, l'odierna Mâcon.
In epoca carolingia il pagus divenne contea. Nell'XI secolo il conte di Mâcon perse progressivamente il suo potere sovrano nell'ambito del pagus matisconensis.
Senza posteri, l'ultimo conte, Giovanni di Dreux o di Braine, e la sua vedova, Alice di Mâcon e di Vienne, vendettero la contea nel 1239 al re di Francia, Luigi IX di Francia detto "San Luigi", che la incorporò alle terre della corona (il titolo del conte di Vienne rimasto agli zii di Alice); un ufficiale giudiziario reale si insediò immediatamente a Mâcon, Aumaury di Courcelles (il cui ultimo successore scomparve solo nel 1790).
Restituita al Ducato di Borgogna nel 1435 nell'ambito del Trattato di Arras, la contea di Mâcon fu definitivamente annessa al regno – con tutta la Borgogna – dopo il 1477, anno della sconfitta e della morte del duca Carlo il Temerario sconfitto da Luigi XI.
«Il 27 luglio 1789, alle sei e mezza di sera, i Briganti lasciarono la mia casa per recarsi a Lugny dove li avevano preceduti più di 200 altri venuti da Péronne. Entrarono nel castello del signor di Montrevel, ruppero le porte, gli specchi, le vetrate e tutti i mobili, e gettarono i detriti attraverso le finestre. […] Tutto ciò che vediamo da ogni parte è distruzione. Alla fine il castello viene dato alle fiamme. Tra l'una e le due di notte l'incendio era così grande che avrei potuto leggere dalla finestra alla luce del fuoco. In ventiquattr'ore questo castello ben arredato fu saccheggiato e bruciato; non vedevamo che camini in aria e muri carbonizzati dal fuoco o anneriti dal fumo; non rimaneva nulla, nemmeno i cardini.» scrisse nei suoi registri il sacerdote Louis-François Dubost della vicina parrocchia di Bissy-la-Mâconnaise.
Fino alla Rivoluzione francese, il Mâconnais, annesso alla Borgogna con lo status di contea adiacente, aveva i propri Stati: gli Stati Particolari del Mâconnais. Mentre gli Stati Generali di Borgogna fissavano la donazione al re, gli Stati particolari del Mâconnais, per convenzione, si facevano carico di un dodicesimo di questa somma, mentre il resto veniva distribuito su tutta la provincia. D'altra parte, in termini fiscali, a differenza dell'ex Ducato di Borgogna, che era un pays de grandes gabelles, il Mâconnais era un pays de petites gabelles.
All'inizio della Rivoluzione, il Mâconnais fu caratterizzato da un vasto movimento di rivolta popolare, durante il fenomeno conosciuto come "la Grande Paura" (fine luglio 1789), in particolare nell'Alto Mâconnais (rivolta iniziata a Igé e diffusasi rapidamente tra Tournus, Cluny e Mâcon, dando origine, in particolare, all'incendio del castello di Lugny e del castello di Senozan).

## Siti e luoghi d'interessi
- Rocca di Solutré
- Chiesa abbaziale di San Filiberto
- Abbazia di Cluny
- Cappella dei Monaci
- Castello di Pierreclos
- Castello di Brancion e Passo di Brancion
- Castello di Berze
- Mâcon
- Arboreto di Pézanin
- Lab 71

### Strada dei Vini Mâconnais-Beaujolais
L'8 giugno 1986 venne ufficialmente inaugurata, con una sfilata di carri allegorici, auto d'epoca e la creazione di "porte d'ingresso", la Strada dei Vini Mâconnais-Beaujolais (in francese Route des vins Mâconnais-Beaujolais), un circuito che interessava (allora) una cinquantina di comuni e totalizzava 580 chilometri di strada. Questa inaugurazione fa seguito alla creazione da parte di Fernand Bucchianeri del Mâconnais Tourisme, struttura creata ufficialmente il 19 gennaio 1984 e di aver dato luogo a un incontro organizzato quattro giorni dopo per eleggere un ufficio e i presidenti di sette commissioni.

## Nella cultura di massa

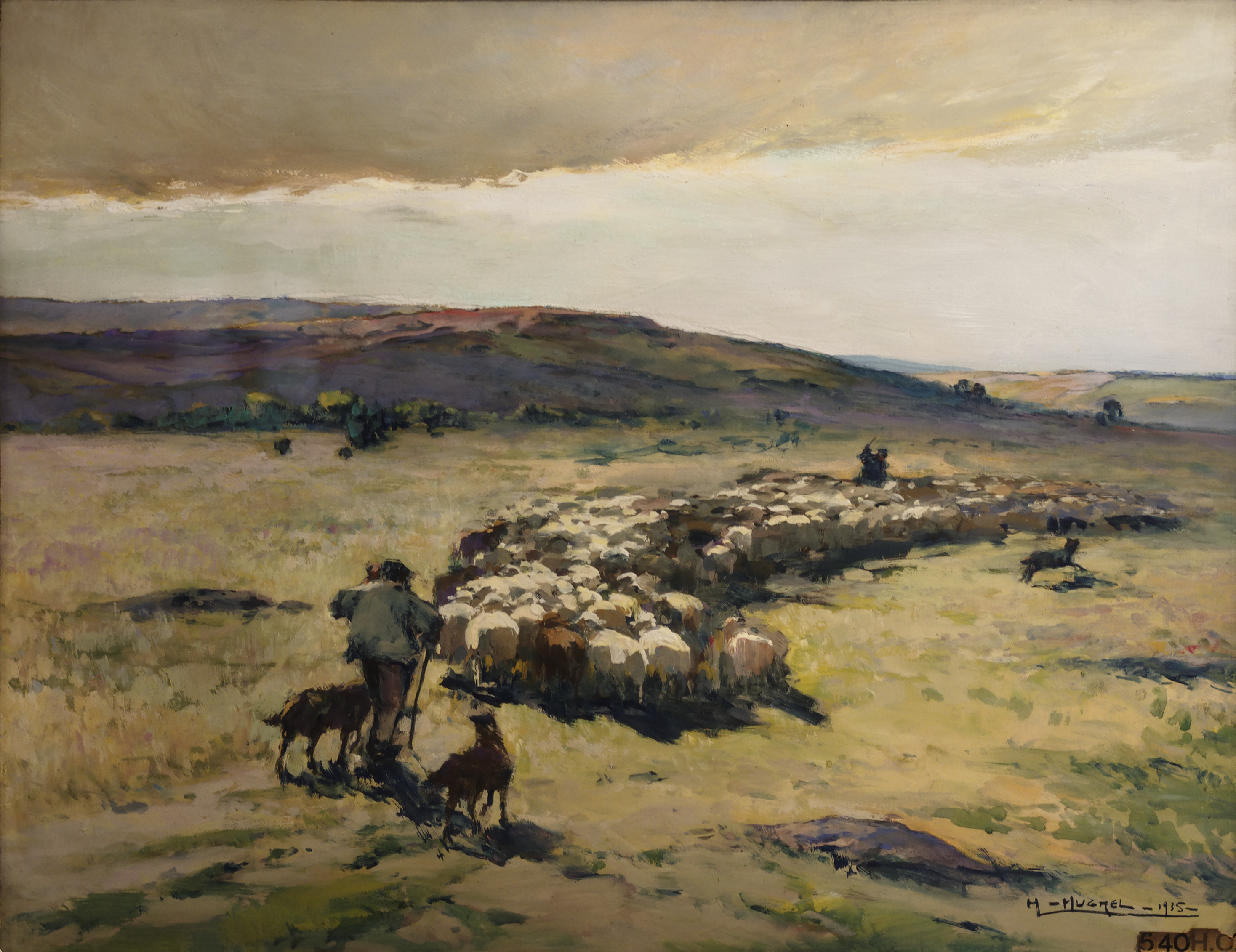
Il grande gregge, Honoré Hugrel.

### Film girati nel Mâconnais
- 1941: Sur les chemins de Lamartine di Jean Tedesco;
- 2015: Premiers Crus di Jérôme Le Maire con Gérard Lanvin.